# Чабай, Виктор Петрович
Ви́ктор Петро́вич Чаба́й (укр. Віктор Петрович Чабай; род. 1962, Киев, УССР) — советский и украинский археолог, историк, член-корреспондент НАН Украины (2012), директор Института археологии НАН Украины (2017).

## Биография
На кафедре археологии и музееведения Киевского университета проучился с 1979 по 1984 год. В период обучения в университете он также в 1979—1983 годах работал лаборантом в Институте археологии АН УССР, а потом старшим лаборантом. В 1992 году защитил кандидатскую диссертацию по теме «Ранний палеолит Юго-Западного Крыма», а в 2007 году — докторскую диссертацию по теме «Средний палеолит Крыма:
содержание типологической вариабельности». С 1993 года работает в Крымском филиале Института археологии НАН Украины, где в 1993—1996 годах руководил сектором археологии каменного века, а потом с 1996 года отделом первобытной археологии.
В 2010 году стал директором Крымского филиала Института археологии НАН Украины. 13 апреля 2012 года был избран в члены-корреспонденты НАН Украины по специальности археология. В 2017 году возглавил руководство над археологическим журналом «Археология» после ухода П. П. Толочко, став его главным редактором. В том же году стал директором Института археологии НАН Украины.
Специализируется на палеолите Крымского полуострова, много сделал для развития украинской археологии первобытной эпохи. В 1992 году создал и возглавил Международную Крымскую палеолитическую экспедицию. В рамках этого проекта были осуществлены два серийных издания «The Paleolithic of Crimea» (издано в Льежском университете, Бельгия) и «Paleolithic sites of Crimea» (совместное издание Крымского филиала ИА НАН Украины и Кельнского университета, Германия). Редакцией этих изданий занимался В. П. Чабай совместно с американскими (Э. Маркс и К. Монигал) и немецкими (Ю. Рихтер и Т. Утмаер) исследователями.

## Основные научные труды

### Книги
- Колосов Ю. Г., Степанчук В. Н., Чабай В. П. Ранний палеолит Крыма. — К.: Наукова думка, 1993. — 225 с.
- Чабай В. П. Средний палеолит Крыма: стратиграфия, хронология, типологическая вариабельность, восточно-европейский контекст. — К.: Шлях, 2004. — 324 с. ISBN 966-650-129-5
- Чабай В. П., Демиденко Ю. Э., Евтушенко А. И. Палеолит Крыма: методы исследований и концептуальные подходы. — Симферополь-К.: Крымский филиал Института археологии НАН Украины, 2000. — 104 с.

### Статьи
- Колосов Ю. Г., Степанчук В. М., Чабай В. П. Нові мустьєрські стоянки Південно-Західного Криму // Археологія. — 1988. — № 64. — С. 34—45.
- Колосов Ю. Г., Степанчук В. Н., Чабай В. П. Мустьерская стоянка им. Г. А. Бонч-Осмоловского // Российская археология. — 1993. — № 3. — С. 119—129.
- Маркс Э. Э., Чабай В. П. Переход от среднего к позднему палеолиту в Крыму // Палеоэкология плейстоцена и культуры каменного века Северной Азии и сопредельных территорий. — Новосибирск, 1998. — Том 2. — С. 421—439.
- Степанчук В. М., Чабай В. П. Деякі аспекти моделювання радіального, безсистемного та протопризматичного принципів розщеплення каменю в мустьє // Стародавнє виробництво на території України. — К.: Наукова думка, 1992. — С. 22—37.
- Степанчук В. М., Чабай В. П. Про критерії виділення мікроіндустрій в мустьє // Археологія. — 1986. — № 56. — С. 1—13.
- Чабай В. П. Аккайцы в западном Крыму: Кабази-II, культурный слой III // Археологический альманах. — Донецк, 1999. — № 8. — С. 51—76.
- Чабай В. П. Индустрии одностороннего мустье Северного Причерноморья // Проблемы археологии Юго-Восточной Европы. — Ростов-на-Дону, 1998. — С. 25—27.
- Чабай В. П. Історія і методи досліджень типологічної варіабельності середнього палеоліту Криму // Археологический альманах. — Донецк, 2006. — № 18. — С. 5—46.
- Чабай В. П. Кабази-II, культурные слои V и VI: микок времени последнего интергляциала // Археологический альманах. — Донецк, 2003. — № 13. — С. 81—127.
- Чабай В. П. Классификация мустьерских индустрий Юго-Западного Крыма // Каменный век на территории Украины. — К., 1990. — С. 54—63.
- Чабай В. П. Крым в контексте вариабельности среднего палеолита Восточной Европы // Варіабельність середнього палеоліту України. — К.: Шлях, 2003. — С. 78—105.
- Чабай В. П. Моделі використання крем’яної сировини та фауни в другому культурному шарі середньопалеолітичної стоянки Пролом ІІ (Крим) // Записки наукового товариства імені Шевченка. Праці Археологічної комісії. — Львів: НТШ, 2002. — Том CCXLIV. — С. 355—379.
- Чабай В. П. Один из путей становления позднепалеолитического порядка операций первичного расщепления // Археологический альманах. — Донецк, 1995. — № 3. — С. 135—150.
- Чабай В. П. Особенности перехода от среднего палеолита к позднему палеолиту в Крыму // Время последних неандертальцев. — Stratum plus. — 2000. — № 1. — С. 54—83.
- Чабай В. П. Периодизация Западнокрымской фации мустье одностороннего // Актуальные проблемы историко-археологических исследований. — К., 1987. — С. 171—172.
- Чабай В. П. Территориально-хронологические группы леваллуазских памятников Восточной Европы // Археология и палеоэкология Евразии. — Новосибирск, 2004. — С. 112—120.
- Чабай В. П. Финал среднего палеолита и ранняя пора позднего палеолита в Крыму // Особенности развития верхнего палеолита Восточной Европы. — СПб., 1999. — С. 73—74.
- Чабай В. П. Хронология и экология перехода от среднего к верхнему палеолиту в Восточной Европе // Кам’яна доба України. — К.: Шлях, 2003. — № 4. — С. 120—137.
- Чабай В. П., Евтушенко А. И. Степанчук В. Н. Исследование Вышгородского посада // Археологічні дослідження на Україні. — К., 1991. — С. 27—28.
- Чабай В. П., Евтушенко А. И. Степанчук В. Н. Полевые работы Крымской палеолитической экспедиции // Археологічні дослідження на Україні. — К., 1991. — С. 26—27.
- Чабай В. П., Жук С. М. Исследования палеолитической стоянки Кабази-II // Археологические исследования в Крыму, 1994 год. — Симферополь, 1997. — С. 269—273.
- Чабай В. П., Жук С. М. Раскопки палеолитической стоянки Кабази-II // Археологические исследования в Крыму, 1993 год. — Симферополь, 1994. — С. 267—271.
- Чабай В. П., Маркс Э. Э., Отт М. Вариабельность среднего и ранней поры позднего палеолита Крыма (предварительные итоги международного археологического проекта) // Археологія. — 1998. — № 4. — С. 19—47.
- Чабай В. П., Степанчук В. Н. Относительная хронология мустьерских индустрий Крыма // Проблеми історії та археології давнього населення УРСР. — К., 1989. — С. 242—243.
- Chabai V. Comments: On Proprietary rights in Archaeology: Some Unresolved Issues // Current Anthropology. — 1996. — Vol. 37. — Р. 115—118.
- Chabai V. Kabazi-II in the context of the Crimean Middle Paleolithic // European Prehistory. — 1996. — Vol. 9. — P. 31—48.
- Chabai V. The chronological and industrial variability of the Middle to Upper Paleolithic transition in Eastern Europe // The Chronology of the Aurignacian and of the Transitional Technocomplexes. Dating, Stratigraphies, Cultural Implications. — Trabalhos de Arqueologia. — Lisboa, 2003. — № 33. — P. 71—86.
- Chabai V. The evolution of Western Crimean Mousterian industry // Neanderthals and Modern Humans — Discussing the Transition: Central and Eastern Europe from 50.000 — 30.000 B. P. — Wissenschaftliche Schriften des Neanderthal Museums — 2000. — Bd. 2 — P. 196—211.
- Chabai V. The Late Middle and Early Upper Paleolithic in Crimea (Ukraine) // Les premiers homes modernes de la Peninsule Iberique. — Trabalhos de Arqueologia — Lisboa, 2001. — № 17. — P. 25—35.
- Chabai V. The Middle Paleolithic and Early Upper Paleolithic in the Northern Part of Black Sea Region // The Black Sea Flood Question: Changes in Coastline, Climate and Human Settlement. — Dordrecht: Springer-Verlag, 2006. — P. 279—296.
- Chabai V. The Middle Paleolithic to Aurignacian transition in the Crimea // Prehistoire de d’Anatolie. Genese de deux mondes. Vol. 1. — Etudes et Recherches Archeologiques de L’Universite de Liege. — 1998. — № 85. — P. 339—352.
- Chabai V., Marks A. E., Yevtushenko A. Views of the Crimean Middle Paleolithic: Past and Present // European Prehistory. — 1995. — Vol. 7. — P. 59—80.
- Chabai V., Richter J., Uthmeier T., Yevtushenko A. Neue Forschungen zum Mittelpalaolithikum auf der Krim // Germania. — 2002. — Vol. 80. — S. 441—473.
- Chabai V., Sitlivy V. The blade component in the Middle Paleolithic of Ukraine: origin and evolution // Dossier de documentation archeologique. — Paris: CNRS, 1994. — № 18 — P. 161—177.
- Chabai V., Sitlivy V. The periodisation of Core Reduction Strategies of the Ancient, Lower and Middle Palaeolithic // European Prehistory. — 1993. — Vol. 5. — P. 9—88.
- Chabai V., Sitlivy V., Marks A. Lower Paleolithic industry of Brecha das Lascas, level 7 (Portugal) // European Prehistory. — 2000—2001. — Vol. 16-17. — P. 17—41.
- Demidenko Yu., Chabai V., Otte M., Yevtushenko A., Tatartsev S. Siuren-I, an Aurignacian site in the Crimea // Prehistoire de d’Anatolie. Genese de deux mondes. Vol. 1. — Etudes et Recherches Archeologiques de L’Universite de Liege. — 1998. — № 85. — P. 349—396.
- Marks A., Chabai V. Constructing Middle Paleolithic settlement patterns in Crimea: potentials and limitations // Settlement Dynamics of the Middle Paleolithic and Middle Stone Age. — Edited by N. J. Conard. — Tubingen: Kerns Verlag, 2001. — P. 179—204.
- Marks A., Chabai V. Stasis and change during the Crimean Middle Paleolithic // Transition before transition: evolution and stability in the Middle Paleolithic and Middle Stone Age. — New York: Springer, 2006. — P. 121—135.
- Marks A., Monigal K., Chabai V. Report on the Initial Excavations of Brecha das Lascas and Galeria Pesada (Almonda, Portuguese Estremadura) // Journal of Iberian Archaeology. — 1999. — Vol. 1. — P. 238—256.
- Patou-Mathis M., Chabai V. Kabazi II (Crimee, Ukraine): un site d’abattage et de boucherie du Paleolithique moyen // L’anthropologie. — 2003. — T. 107. — P. 223—253.
- Yevtushenko A., Burke A., Ferring C. R., Chabai V., Monigal K. Karabi Tamchin: The Middle Paleolithic site in Crimean Mountains // Proceedings of the Prehistoric Society. — 2003. — Vol. 69. — P. 137—159.